# Nadine (Nuevo México)
Nadine es un lugar designado por el censo ubicado en el condado de Lea en el estado estadounidense de Nuevo México. En el Censo de 2010 tenía una población de 376 habitantes y una densidad poblacional de 12,3 personas por km².

## Geografía
Nadine se encuentra ubicado en las coordenadas 32°37′18″N 103°6′43″O / 32.62167, -103.11194. Según la Oficina del Censo de los Estados Unidos, Nadine tiene una superficie total de 30.57 km², de la cual 30.56 km² corresponden a tierra firme y (0.04%) 0.01 km² es agua.

## Demografía
Según el censo de 2010, había 376 personas residiendo en Nadine. La densidad de población era de 12,3 hab./km². De los 376 habitantes, Nadine estaba compuesto por el 78.19% blancos, el 0.8% eran afroamericanos, el 4.26% eran amerindios, el 0% eran asiáticos, el 0% eran isleños del Pacífico, el 13.03% eran de otras razas y el 3.72% pertenecían a dos o más razas. Del total de la población el 37.77% eran hispanos o latinos de cualquier raza.